# Arrondissement di Villefranche-sur-Saône
L'arrondissement di Villefranche-sur-Saône è un arrondissement dipartimentale della Francia situato nel dipartimento delle Rodano, nella regione dell'Alvernia-Rodano-Alpi.

## Storia
Fu creato nel 1800, sulla base dei preesistenti distretti.

## Composizione
L'arrondissement è diviso in 131 comuni raggruppati in 11 cantoni,  elencati di seguito:
- cantone di Amplepuis
- cantone di Anse
- cantone di Beaujeu
- cantone di Belleville
- cantone di Le Bois-d'Oingt
- cantone di Gleizé
- cantone di Lamure-sur-Azergues
- cantone di Monsols
- cantone di Tarare
- cantone di Thizy
- cantone di Villefranche-sur-Saône